# Ernst Fellner
Ernst Fellner war ein österreichischer Eiskunstläufer, der im Einzellauf startete.
Seinen einzigen Auftritt bei einer bedeutenden internationalen Meisterschaft hatte Fellner bei der Europameisterschaft 1899 in Davos. Er gewann die Bronzemedaille hinter Ulrich Salchow und seinem Landsmann Gustav Hügel.
Zumindest von 1908 bis 1913 war er als Eiskunstlauftrainer beim Wiener Eislauf-Verein tätig.

## Ergebnisse
| Wettbewerb / Jahr               | 1898 | 1899 |
| ------------------------------- | ---- | ---- |
| Europameisterschaften           |      | 3.   |
| Österreichische Meisterschaften | 2.   |      |

| Personendaten    | Personendaten                   |
| ---------------- | ------------------------------- |
| NAME             | Fellner, Ernst                  |
| KURZBESCHREIBUNG | österreichischer Eiskunstläufer |
| GEBURTSDATUM     | 19. Jahrhundert                 |
| STERBEDATUM      | 20. Jahrhundert                 |